# Ергенинский
Ергенинский (калм. Көк Булуг — синий родник) — посёлок в Кетченеровском районе Калмыкии, административный центр Ергенинского сельского муниципального образования.
Население — 847 человек (2012)

## История
Поселение в урочище Кёке-Булук возникло ещё в XIX веке. Уже в 1885 году здесь была открыта Кёк-Булукская Абганеровская церковно-приходская школа. Оседлый посёлок возник вокруг школы в 1921—1922 годах. В 1930 году здесь был создан колхоз «Сян-Эклц», переименованный в 1937 году колхоз им. Карла Маркса.
После депортации калмыков в 1944 году посёлок был включен в состав Астраханской области, колхоз расформировали, поселок переименовали в «Ергенинский» и на его базе создали совхоз с таким же названием.
В конце 1950-х — начале 1960-х годов после восстановления калмыцкой автономии стали возвращаться калмыки из ссылки, построено типовое здание сельской больницы. В 1969 году Ергенинская школа стала средней.
В 2011 году посёлок был газифицирован.

## Физико-географическая характеристика
Посёлок расположен в пределах Ергениской возвышенности, являющейся частью Восточно-Европейской равнины, на высоте 41 м над уровнем моря. Рельеф местности равнинный. Общий уклон местности — с севера на юг. Посёлок расположен на правом берегу реки Кёке-Булук. В границах посёлка имеются выходы на поверхность грунтовых вод.
По автомобильной дороге расстояние до столицы Калмыкии города Элиста составляет 94 км, до районного центра посёлка Кетченеры — 28 км. Ближайший населённый пункт — посёлок Годжур, расположенный в 15 км к югу от Ергенинского. Посёлок пересекает федеральная автодорога Р22 «Подъезд к г. Элиста».
Согласно классификации климатов Кёппена-Гейгера посёлок находится в зоне семиаридного климата (Bsk). В окрестностях посёлка распространены светлокаштановые почвы различного гранулометрического состава в комплексе с солонцами.
В посёлке, как и на всей территории Калмыкии, действует московское время.

## Население
В конце 1980-х согласно топографической карте 1989 года в селе проживало около 1100 жителей.
| 2002 | 2010 | 2012 |
| ---- | ---- | ---- |
| 870  | ↗889 | ↘847 |

Национальный состав
Согласно результатам переписи 2002 года большинство населения посёлка составляли калмыки (88 %).

## Социальная инфраструктура
В посёлке имеется несколько магазинов, предприятий общественного питания, гостиница, сельский клуб и библиотека. Медицинское обслуживание жителей посёлка обеспечивают офис врача общей практики Кетченеровской центральной районной больницы. Ближайшее отделение скорой медицинской помощи расположено в Кетченерах. Среднее образование жители посёлка получают в Ергенинской средней общеобразовательной школе, действует филиал детской школы искусств.

## Палеогенетика
- Для двух представителей катакомбной культуры эпохи средней бронзы (XXV—XXIII века до н. э.) из курганов Ергенинской курганной группы близ посёлка Ергенинский анализ STR Y-хромосомы[англ.] показал, что обе особи принадлежали к Y-хромосомной гаплогруппе R1b-M343. Анализ вариации митохондриальной ДНК показал, что образец K2P1 имел митохондриальную гаплогруппу H, а образец К4P5 — митохондриальную гаплогруппу N[15].

## Достопримечательности
- Ступа Просветления. Открыта 26 мая 2012 года.